# 全國中等學校業餘高爾夫隊際錦標賽
全國中等學校業餘高爾夫隊際錦標賽是一項台灣的學生等級高爾夫球賽事，主辦單位是中華民國高爾夫球協會，從2004(93學年度)開始舉辦，結合了國中組及高中組賽事，比賽前4天先舉行4輪的個人賽事以及決定團體組名次，最後一天則決定個人組名次。

## 比賽分組與參加資格
詳細內容請參考參考文獻

## 歷年成績

### 高中男子個人組
| 年度      | 冠軍               | 亞軍               | 季軍               | 殿軍               | 第五名                   | 第六名               | 第七名               | 第八名             |
| --------- | ------------------ | ------------------ | ------------------ | ------------------ | ------------------------ | -------------------- | -------------------- | ------------------ |
| 99學年度  | 高藤（龍潭農工）   | 李玠柏（永平工商） | 劉威侯（達德商工） | 王偉倫（忠明高中） | 邱瀚霆（忠明高中）       | 吳尚義（萬芳高中）   | 曾子軒               | 溫志豪（竹北高中） |
| 100學年度 | 沈代偉（崇實高工） | 劉嚴鴻（忠明高中） | 王偉祥（瑞祥高中） | 林鼎勝（新北三民） | 楊豪（平鎮高中）         | 蔡沅洪（忠明高中）   | 范姜皓詮（仰德高中） | 陳柏霖（南華高中） |
| 101學年度 | 李玠柏（永平工商） | 郁淞壹（瑞祥高中） | 陳柏霖（南華高中） | 林張恆（高苑工商） | 黃頎（南湖高中）         | 蔡尚恩（南湖高中）   | 林緯（南湖高中）     | 林鼎勝（新北三民） |
| 102學年度 | 俞俊安（南湖高中） | 林遠惟（南湖高中） | 林緯（南湖高中）   | 王偉祥（瑞祥高中） | 劉永華（高市三民）       | 陳傑生（南湖高中）   | 許閎軒（和春專校）   | 蔡顓至（南湖高中） |
| 103學年度 | 林遠惟（南湖高中） | 溫楨祥（竹北高中） | 呂孫儀（南湖高中） | 俞俊安（南湖高中） | 劉威汎（穀保家商）       | 蔡凱任（和平高中）   | 陳傑生（南湖高中）   | 陳威勝（南湖高中） |
| 104學年度 | 王瑋軒（高苑工商） | 張勛宸（東山高中） | 蔡凱任（和平高中） | 曾豐棟（竹北高中） | 洪昭鑫（嘉義高工）       | 王璽安（和平高中）   | 黃冠勳（漢英高中）   | 何祐誠（東山高中） |
| 105學年度 | 蔡雨達（南湖高中） | 王瑋軒（高苑工商） | 謝霆葳（八斗高中） | 黃郁翔（穀保家商） | 張育僑（彰化藝中）       | 蔡凱任（和平高中）   | 陳裔東（南湖高中）   | 曾豐棟（竹北高中） |
| 106學年度 | 黃郁翔（穀保家商） | 林銓泰（南湖高中） | 謝霆葳（八斗高中） | 蘇晉弘（屏縣大同） | 沙比亞特馬克（穀保家商） | 廖煥鈞（東山高中）   | 楊浚濠（彰化藝中）   | 周柏岳（南湖高中） |
| 107學年度 | 蘇晉弘（屏縣大同） | 廖煥鈞（東山高中） | 林宸駒（永仁高中） | 陳霆宇（穀保家商） | 楊浚濠（彰化藝中）       | 張簡克諺（高市中正） | 黃至翊（大溪高中）   | 葉佳胤（大溪高中） |
| 108學年度 | 蘇晉弘（屏縣大同） | 林銓泰（南湖高中） | 楊孝哲（中信實驗） | 陳佑宇（穀保家商） | 羅政元（竹北高中）       | 沈上恩（景文高中）   | 許凱俊（中華中學）   | 吳睿東（高市中正） |
| 109學年度 | 陳季群（中信實驗） | 林士軒（和平高中） | 蔡睿恒（內湖高中） | 楊孝哲（中信實驗） | 廖庭毅（振聲高中）       | 陳瑋利（南湖高中）   | 葉佳胤（大溪高中）   | 賴昱禓（竹北高中） |

### 國中男子個人組
| 年度      | 冠軍                     | 亞軍               | 季軍               | 殿軍               | 第五名               | 第六名             | 第七名             | 第八名             |
| --------- | ------------------------ | ------------------ | ------------------ | ------------------ | -------------------- | ------------------ | ------------------ | ------------------ |
| 99學年度  | 郁淞壹（鳳甲國中）       | 黃書亞（泰安國中） | 江以安             | 陳柏霖（新泰國中） | 王偉祥（高市青年）   | 沈代偉（大村國中） | 俞俊安（平鎮國中） | 黃頎（麗山國中）   |
| 100學年度 | 劉永華（福山國中）       | 俞俊安（平鎮國中） | 林遠惟（淡江中學） | 向堉銓（龜山國中） | 許閎軒（潮寮國中）   | 吳取鳴             | 施俊宇（福山國中） | 溫楨祥             |
| 101學年度 | 許閎軒（潮寮國中）       | 沈威成（林口國中） | 洪昭鑫（嘉義民生） | 詹昱韋（麗山國中） | 張胤仕（麗山國中）   | 林遠惟（淡江中學） | 彭鉦雄（北斗國中） | 廖云瑞（大墩國中） |
| 102學年度 | 呂孫儀（新北新民）       | 丁子軒（麗山國中） | 楊浚頡（平鎮國中） | 詹昱韋（麗山國中） | 陳裔東（崇林國中）   | 彭鉦雄（北斗國中） | 蔡程洋（至善國中） | 謝霆葳（八斗國中） |
| 103學年度 | 林尚澤（至善國中）       | 林為超（北市信義） | 丁子軒（麗山國中） | 蔡程洋（至善國中） | 王偉軒（高市中正）   | 陳守成             | 彭鉦雄（北斗國中） | 楊浚頡（平鎮國中） |
| 104學年度 | 沙比亞特馬克（至善國中） | 蔡雨達（大崗國中） | 廖煥鈞（東山國中） | 楊浚濠（彰興國中） | 林為超（北市信義）   | 蕭育楷（麗山國中） | 林義淵（新化國中） | 林銓泰（至善國中） |
| 105學年度 | 廖崇漢（至善國中）       | 葉佳胤（平鎮國中） | 徐德倫（麗山國中） | 陳頎森（竹縣仁愛） | 潘繹凱（至善國中）   | 柯亮宇（安平國中） | 蘇柏瑋（七賢國中） | 蕭育楷（麗山國中） |
| 106學年度 | 陳亮宇（螢橋國中）       | 陳佑宇（同德國中） | 洪棋剴（至善國中） | 陳瑋利（佳林國中） | 張簡克諺（七賢國中） | 劉殷睿（北市民族） | 楊孝哲（南市復興） | 游玄安（新北頭前） |
| 107學年度 | 陳佑宇（同德國中）       | 陳瑋利（佳林國中） | 蔡睿恒（景美國中） | 沈上恩（景文國中） | 林士軒（北市新興）   | 吳易軒（桃市大華） | 游玄安（新北頭前） | 黃仁（南市南新）   |
| 108學年度 | 陳季群（永仁國中）       | 林士軒（北市新興） | 賴昱禓（平鎮國中） | 吳易軒（桃市大華） | 黃仁（南市南新）     | 黃凱駿（康橋國中） | 陳柏睿（南市民德） | 黃伯恩（曙光女中） |
| 109學年度 | 羅友成（北市新興）       | 王晏彰（北斗國中） | 黃凱駿（康橋國中） | 吳承恩（科園實中） | 許柏丞（玉山國中）   | 魏經允（麗山國中） | 譚傑升（大崗國中） | 吳丞軒（北市新興） |

### 高中男子團體組
| 年度      | 冠軍                                        | 亞軍                                              | 季軍                                        | 殿軍                                        | 第五名                                      | 第六名                                      | 第七名                                       | 第八名                                      |
| --------- | ------------------------------------------- | ------------------------------------------------- | ------------------------------------------- | ------------------------------------------- | ------------------------------------------- | ------------------------------------------- | -------------------------------------------- | ------------------------------------------- |
| 99學年度  | 劉嚴鴻、吳政憲 王偉倫、邱瀚霆 （忠明高中A） | 方胤晨、王亮鈞 林裕庭、吳尚義 （萬芳高中）        | 沈祖丞、吳柏儒 余政諺、洪浩凱 （忠明高中B） | 陳喜恩、丁子捷 魏楷杰、陳彥宇 （南湖高中A） | 劉威侯、陳睿昇 柳家榮 （達德商工）          | 林浩園、黃家鈞 辜柏雲、陳佛印 （醒吾高中A） | 黃祥嘉、吳信諺 楊涵捷、林克壕 （彰化藝中）   | 范成璽、魏震岳 溫志豪、廖俊荃 （竹北高中）  |
| 100學年度 | 劉嚴鴻、吳政憲 黃酩朔、邱瀚霆 （忠明高中A） | 黃書亞、林鼎勝 葉昱辰、賴韋綸 （新北三民）        | 黎韋竣、蔡沅洪 胡克、洪浩凱 （忠明高中B）   | 方胤晨、楊博宇 林裕庭、謝旻軒 （萬芳高中）  | 謝耀霆、王偉祥 傅英峰、劉力維 （瑞祥高中）  | 陳柏亦、林克壕 林冠廷、沈代偉 （崇實高工）  | 辜柏雲、丁子捷 蔡尚恩、黃頎 （南湖高中A）    | 陳建宏、許富舜 蔡宗佑、蔡尹晨 （高市中正A） |
| 101學年度 | 張修齊、鍾成恩 黃頎、林緯 （南湖高中A）     | 朱堃誠、陳喜恩 蔡尚恩、辜柏雲 （南湖高中B）       | 鍾力新、林宗翰 林冠亨、李玠柏 （永平工商）  | 劉威汎、賴韋綸 葉昱辰、林鼎勝 （新北三民）  | 郁淞壹、謝耀霆 劉力維、傅英峰 （瑞祥高中）  | 陳建宏、謝主典 蔡尹晨、陳思翰 （高市中正）  | 何紹丞、溫楨祥 吳宏原、溫志豪 （竹北高中）   | 劉永華、陳彥廷 陳冠州、蔡瑞杰 （高市三民A）   |
| 102學年度 | 陳傑生、俞俊安 黃頎、林緯 （南湖高中A）     | 李昭樺、林遠惟 蔡顓至、沈威成 （南湖高中B）       | 施俊宇、蔡瑞杰 王文暘、劉永華 （高市三民A）   | 吳宏原、陳翔揚 溫楨祥、羅士堯 （竹北高中）  | 胡克、許鈞翔 廖云瑞、邱瀚緯 （忠明高中A）   | 張勛宸、何祐誠 張哲瑜、黃紹勛 （東山高中）  | 鍾又新、林宗翰 呂孟恆、鍾力新 （永平工商）   | 馬家富、黃韋豪 黃柏叡、呂承學 （高市中正）  |
| 103學年度 | 李昭樺、俞俊安 林遠惟、呂孫儀 （南湖高中A） | 陳傑生、陳威勝 蔡顓至、王仲誠 （南湖高中B）       | 施俊宇、林則甫 王文暘、劉永華 （高市三民）  | 翁一修、廖云瑞 張庭嘉、張彥翔 （忠明高中）  | 劉威汎、方傳崴 張榮峻 （穀保家商）          | 黃怡翔、陳柏瑋 劉威廷、邱瀚緯 （忠明高中B） | 溫楨祥、羅士堯 葉蔚廷、葉甫 （竹北高中）     | 宋奕賢、黃柏叡 呂承學、黃韋豪 （高市中正）  |
| 104學年度 | 林遠惟、沈威成 陳裔東、呂孫儀 （南湖高中A） | 徐嘉哲、黃泊儒 黃郁翔、蔡程洋 （穀保家商A）       | 廖云瑞、黃紹勛 何祐誠、張勛宸 （東山高中）  | 陳威勝、詹昱韋 詹佳翰、何易叡 （南湖高中B） | 葉甫、葉蔚廷 曾豐棟、沈鈞皓 （竹北高中）    | 鄭翔嶸、張育僑 古祐誠、洪義哲 （彰化藝中）  | 黃韋豪、呂承學 黃柏叡、曾理愃 （高市中正）   | 林則甫、王文暘 謝品濬、周柏毅 （高市三民）  |
| 105學年度 | 詹昱韋、陳宥蓁 陳裔東、蔡雨達 （南湖高中A） | 黃郁翔、徐嘉哲 陳霆宇、沙比亞特馬克 （穀保家商B） | 曾豐棟、蔡佳運 沈鈞皓、張鈞翔 （竹北高中）  | 蔣存策、張育僑 楊浚濠、鄭翔嶸 （彰化藝中A） | 張庭嘉、張彥翔 賴彥丞、張敦量 （忠明高中）  | 林柏凱、周柏岳 詹佳翰、林為超 （南湖高中B） | 謝品濬、簡振宇 王小忠、蘇宥睿 （高市三民）   | 崔楚汶、馮冠湧 黃至翊、張翔淯 （大溪高中）  |
| 106學年度 | 蔡雨達、林銓泰 詹佳翰、周柏岳 （南湖高中A） | 黃郁翔、徐嘉哲 黃泊儒、陳霆宇 （穀保家商A）       | 葉佳運、曾豐棟 沈鈞皓、范揚嘉 （竹北高中A） | 徐兆維、羅政元 林紹白、賴柏源 （竹北高中B） | 林為超、潘繹凱 吳臻、周雨農 （南湖高中B）   | 蘇宥睿、王小忠 蘇柏瑋、簡振宇 （高市三民）  | 賴祐葳、楊浚濠 施易宏、蔣存策 （彰化藝中A）  | 林兆義、鄭岱霖 黃昱安、廖煥鈞 （東山高中）  |
| 107學年度 | 林紹白、葉佳運 徐兆維、羅政元 （竹北高中A） | 林為超、蔡雨達 潘繹凱、林銓泰 （南湖高中A）       | 黃昱安、鄭岱霖 林兆義、廖煥鈞 （東山高中）  | 張翔淯、黃至翊 莊志諺、葉佳胤 （大溪高中）  | 張宇誠、張維霖 陳霆宇、李明隆 （穀保家商A） | 陳湋澔、吳睿東 潘冠文、黃茂富 （高市中正）  | 林宸駒、李尚融 陳鉑融 （永仁高中）           | 蘇宥睿、簡振宇 王小忠、蘇柏瑋 （高市三民）  |
| 108學年度 | 林銓泰、潘繹凱 陳瑋利、張忠揚 （南湖高中A） | 陳湋澔、吳睿東 張簡克諺、黃茂富 （高市中正A）     | 陳佑宇、李明隆 陳科壹、鄧宇皓 （穀保家商）  | 羅政元、徐兆維 彭晨羽、郭杰倫 （竹北高中A） | 陳鉑融、李尚融 柯亮宇 （永仁高中）          | 葉佳胤、莊志諺 許仁睿 （大溪高中）          | 楊云睿、蔡勁暘 林薪祐 （南湖高中B）          | 洪棋剴、鄭仕均 賴俊瑜 （和平高中）          |
| 109學年度 | 洪棋剴、賴俊瑜 鄭仕均、林士軒 （和平高中）  | 葉佳胤、黃至晨 林明遠 （大溪高中）                | 廖庭毅、賴昱禓 呂偉銍 （治平高中）          | 楊孝哲、陳季群 林祥健 （中信實驗）          | 張忠揚、楊云睿 林薪祐、陳瑋利 （南湖高中）  | 羅鼎弘、張丞碩 郭杰倫、黃任誼 （竹北高中）    | 張簡克諺、潘冠文 潘冠豪、吳睿東 （高市中正） | 陳佑宇、李明隆 陳科壹、蔡安杰 （穀保家商）    |

### 國中男子團體組
| 年度      | 冠軍                                              | 亞軍                                              | 季軍                                        | 殿軍                                         | 第五名                                      | 第六名                                      | 第七名                                      | 第八名                                      |
| --------- | ------------------------------------------------- | ------------------------------------------------- | ------------------------------------------- | -------------------------------------------- | ------------------------------------------- | ------------------------------------------- | ------------------------------------------- | ------------------------------------------- |
| 99學年度  | 施志澔、蔡尚恩 謝旻軒 （萬芳國中）                | 蔡瑞、施俊宇 劉永華、戴陽庭 （福山國中）          | 林緯、黃頎 張書維、李睿祐 （麗山國中）      | 李昭樺、許瑋哲 王仲誠、張育琮 （林口國中）   | 黃韋豪、丁偉陞 郁淞壹、黃鈺倫 （鳳甲國中）  | 劉軒、佟維凱 黃書亞 （泰安國中）            | 張榮峻、李俊翰 洪昭鑫 （嘉義民生）          | 柯亮宇、林煒傑 （北市民族）                 |
| 100學年度 | 謝品濬、施俊宇 劉永華、戴陽庭 （福山國中）        | 李昭樺、許瑋哲 王仲誠、沈威成 （林口國中）        | 詹昱韋、張胤仕 張書維、李睿祐 （麗山國中）  | 王文暘、林則甫 林辛豪、顏宏源 （七賢國中）   | 柯亮宇、蕭邦益 鄭祐人、許鈞翔 （北市民族）  | 黃昱霖、柯志龍 周子安 （潮州國中）          | 施志澔、陳傑生 王暐程 （萬芳國中）          |                                             |
| 101學年度 | 丁子軒、詹昱韋 張書維、張胤仕 （麗山國中A）       | 王文暘、戴陽庭 林辛豪、顔宏源 （七賢國中A）       | 黃冠勳、楊傑 江以晨、崔楚汶 （仁和國中）    | 林尚澤、蔡程洋 陳品然、廖崇廷 （至善國中）   | 徐嘉哲、林煒傑 許鈞翔、柯亮宇 （北市民族）  | 黃千鴻、楊凱鈞 陳裔東、張榮峻 （崇林國中）  | 姜威存、鄭祐人 陳冠渝、許彗祐 （麗山國中B） | 洪子傑、陳嘉隆 史哲宇、林則甫 （七賢國中B） |
| 102學年度 | 丁子軒、詹昱韋 鄭祐人、蔡雨達 （麗山國中A）       | 蔡程洋、林尚澤 黃郁翔、沙比亞特馬克 （至善國中）  | 陳裔東、黃千鴻 楊凱鈞、周雨農 （崇林國中）  | 謝品濬、吳心瑋 林家睿、郭鉦唯 （福山國中）   | 史哲宇、蘇宥睿 蘇喬維、許柏舜 （七賢國中）  | 姜威存、孔德恕 鄧庭皓 （麗山國中B）         | 賴祐葳、古祐誠 蔣存策 （彰藝國中）          |                                             |
| 103學年度 | 蔡程洋、林尚澤 黃郁翔、沙比亞特馬克 （至善國中A） | 詹佳翰、蔡雨達 楊鎮謙 （大崗國中）                | 郭謙羿、林銓泰 廖崇漢、潘繹凱 （至善國中B） | 丁子軒、鄧庭皓 鄧翊宏、黃言奕 （麗山國中）   | 洪子傑、蘇宥睿 簡振宇、蘇柏瑋 （七賢國中）  | 張庭碩、黃至謙 葉佳運 （會稽國中）          | 楊浚頡、鍾孟勳 鍾孟霖 （平鎮國中）          | 王晸諺、邱士恩 王裕傑、張凱評 （東原國中）  |
| 104學年度 | 鄧翊宏、李泰翰 蕭育楷、徐德倫 （麗山國中A）       | 郭謙羿、廖崇漢 潘繹凱、沙比亞特馬克 （至善國中A） | 黃至翊、楊子賢 李明隆 （南崁國中）          | 蘇宥睿、簡振宇 蘇柏瑋、潘冠文 （七賢國中）   | 林銓泰、洪棋剴 劉殷睿、鄭炎珅 （至善國中B） | 鄧庭皓、黃言奕 林硯聰、黃元甫 （麗山國中B） | 楊尚衡、陳伯奕 黃瀚陞 （蘭潭國中）          |                                             |
| 105學年度 | 林硯聰、黃元甫 蕭育楷、徐德倫 （麗山國中A）       | 松柏恩、金翔承 高宜群、谷德俊 （鳳鳴國中）        | 潘繹凱、廖崇漢 洪棋剴、鄭炎珅 （至善國中）  | 張簡克諺、潘冠豪 蘇柏瑋、潘冠文 （七賢國中） | 林辰翰、張茲逸 林序威 （天母國中）          | 黃言奕、宋有斌 徐紘緯、鄧庭宇 （麗山國中B） | 沈上恩、游玄安 何平 （景文國中）            |                                             |
| 106學年度 | 李尚融、陳鉑融 陳季群 （永仁國中）                | 潘冠文、潘冠豪 張簡克諺 （七賢國中）              | 徐紘緯、宋有斌 蔡安、黃任誼 （麗山國中）    |                                              |                                             |                                             |                                             |                                             |
| 107學年度 | 林士軒、謝秉翰 劉彧丞 （北市新興）                | 黃任誼、鄧庭宇 陳沛彰、蔡安杰 （麗山國中）          |                                             |                                              |                                             |                                             |                                             |                                             |
| 108學年度 | 林士軒、謝秉翰 劉彧丞、吳丞軒 （北市新興A）       | 陳奕安、謝睿哲 黃有夫、鄭勛陽 （北市新興B）       |                                             |                                              |                                             |                                             |                                             |                                             |
| 109學年度 | 羅友成、謝秉翰 謝睿哲、吳丞軒 （北市新興A）       | 陳奕安、劉彧丞 黃有夫、鄭勛陽 （北市新興B）       |                                             |                                              |                                             |                                             |                                             |                                             |

### 高中女子個人組
| 年度      | 冠軍               | 亞軍               | 季軍               | 殿軍               | 第五名             | 第六名             | 第七名             | 第八名             |
| --------- | ------------------ | ------------------ | ------------------ | ------------------ | ------------------ | ------------------ | ------------------ | ------------------ |
| 99學年度  | 徐薇淩（南湖高中） | 邱絜琳（和平高中） | 王琪（永平工商）   | 彭婕               | 李旻（平鎮高中）   | 林余祐（忠明高中） | 陳子涵（忠明高中） | 黃以柔             |
| 100學年度 | 王琪（永平工商）   | 徐薇淩（南湖高中） | 李旻（平鎮高中）   | 陳子涵（忠明高中） | 蔡欣恩（永平工商） | 陳慈惠（東山高中） | 邢宣和（平鎮高中） | 林余祐（忠明高中） |
| 101學年度 | 蔡欣恩（永平工商） | 陳之敏（和平高中） | 林余祐（忠明高中） | 陳慈惠（東山高中） | 陳宇茹（南湖高中） | 黃郁寧（醒吾高中） | 伍以晴（永平工商） | 黃靖（高市三民）   |
| 102學年度 | 程思嘉（南湖高中） | 陳之敏（和平高中） | 陳敏柔（彰化藝中） | 蔡欣恩（永平工商） | 郡庭（東山高中）   | 周怡岑（高市三民） | 陳宇茹（高市三民） | 章巧宜（忠明高中） |
| 103學年度 | 程思嘉（南湖高中） | 陳宇茹（高市三民） | 陳敏柔（彰化藝中） | 黃婉萍（高市三民） | 陳之敏（和平高中） | 侯羽桑（和平高中） | 陳慈惠（東山高中） | 吳芷昀（高市三民） |
| 104學年度 | 林婕恩（治平高中） | 洪若華（治平高中） | 郡庭（東山高中）   | 侯羽桑（和平高中） | 俞涵軒（南湖高中） | 張亞琦（漢英高中） | 周怡岑（高市三民） | 陳萱（育民工家）   |
| 105學年度 | 侯羽薔（和平高中） | 侯羽桑（和平高中） | 石澄璇（頭城家商） | 俞涵軒（南湖高中） | 張子怡（和平高中） | 黃筠筑（南湖高中） | 周咨佑（南湖高中） | 邱譓芠（大溪高中） |
| 106學年度 | 侯羽薔（和平高中） | 俞涵軒（南湖高中） | 邱譓芠（大溪高中） | 盧昕妤（和平高中） | 陳敏薰（穀保家商） | 黃郁評（穀保家商） | 蔡禕佳（南湖高中） | 林冠妤（中華中學） |
| 107學年度 | 侯羽薔（和平高中） | 安禾佑（大溪高中） | 邱譓芠（大溪高中） | 黃郁評（穀保家商） | 盧昕妤（和平高中） | 劉可艾（和平高中） | 鄭昕然（大灣高中） | 宋有娟（南湖高中） |
| 108學年度 | 盧昕妤（和平高中） | 安禾佑（大溪高中） | 盧芸屏（和平高中） | 許淮茜（中信實驗） | 吳侑庭（忠明高中） | 劉可艾（和平高中） | 鄭昕然（大灣高中） | 陳文芸（南湖高中） |
| 109學年度 | 黃亭瑄（和平高中） | 吳侑庭（忠明高中） | 陳俋儒（和平高中） | 吳純葳（永仁高中） | 李佳璇（和平高中） | 古孟宸（竹北高中） | 徐孋慧（永平工商） | 盧芸屏（和平高中） |

### 國中女子個人組
| 年度      | 冠軍               | 亞軍               | 季軍               | 殿軍               | 第五名               | 第六名               | 第七名             | 第八名             |
| --------- | ------------------ | ------------------ | ------------------ | ------------------ | -------------------- | -------------------- | ------------------ | ------------------ |
| 99學年度  | 張雨心（民德國中） | 程思嘉（崇林國中） | 蔡欣恩（楊梅國中） | 陳敏柔（彰化國中） | 杜宜瑾（萬芳國中）   | 陳宇茹               | 陳慈惠（楊梅國中） | 丁子云（麗山國中） |
| 100學年度 | 黃靖（福山國中）   | 陳宇茹             | 程思嘉（崇林國中） | 陳敏柔（彰化國中） | 黃筱涵（雲林國中）   | 賴怡廷（南崁國中）   | 張雨心（民德國中） | 陳之敏             |
| 101學年度 | 黃婉萍（福山國中） | 林婕恩（楊梅國中） | 陳敏柔（彰化國中） | 王薏涵（楊梅國中） | 涂郡庭（磊川附設實驗） | 周怡岑（七賢國中）   | 洪若華（楊梅國中） | 陳怡安             |
| 102學年度 | 陳靜慈（香山國中） | 侯羽薔（誠正國中） | 侯羽桑（誠正國中） | 林子涵（香山國中） | 曾凱暄（東山國中）   | 劉少允（芎林國中）   | 陳萱（楊梅國中）   | 盧玟諭（新北正德） |
| 103學年度 | 侯羽薔（誠正國中） | 張雅淳（北市新民） | 陳靜慈（香山國中） | 林子涵（香山國中） | 林婕恩（楊梅國中）   | 張子怡（長安國中）   | 洪若華（楊梅國中） | 林冠妤             |
| 104學年度 | 陳靜慈（香山國中） | 侯羽薔（誠正國中） | 安禾佑（平鎮國中） | 盧昕妤（麗山國中） | 張子怡（長安國中）   | 黃郁評（麗山國中）   | 謝映葶（彰興國中） | 謝佳彧（關渡國中） |
| 105學年度 | 盧昕妤（麗山國中） | 張昕樵（七賢國中） | 謝佳彧（關渡國中） | 安禾佑（平鎮國中） | 劉可艾（麗山國中）   | 楊棋文（楊梅國中）   | 劉庭妤（長安國中） | 陳奕融（竹市亞太） |
| 106學年度 | 安禾佑（平鎮國中） | 吳佳晏（竹光國中） | 謝佳彧（關渡國中） | 許淮茜（安平國中） | 黃亭瑄（會稽國中）   | 鄭昕然（安平國中）   | 周書羽（竹市亞太） | 劉芃姍（大崗國中） |
| 107學年度 | 許淮茜（安平國中） | 黃亭瑄（會稽國中） | 古孟宸（光武國中） | 吳純葳（後甲國中） | 陳俋儒（龍門國中）   | 吳侑庭（惠文國中）   | 林欣黛（惠稽國中） | 吳梃瑄（麗山國中） |
| 108學年度 | 盧芊卉（正德國中） | 吳純葳（後甲國中） | 廖信淳（新東國中） | 陳薇安（佳林國中） | 張婷諭（東山國中）   | 陳俋儒（龍門國中）   | 陳品睎（景美國中） | 陳宥竹（福山國中） |
| 109學年度 | 盧芊卉（正德國中） | 張婷諭（東山國中） | 陳薇安（佳林國中） | 黃品菲（安平國中） | 陳品睎（景美國中）   | 陳羿綺（華盛頓國中） | 郭庭瑜（天母國中） | 洪阡瑋（麗山國中） |

### 高中女子團體組
| 年度      | 冠軍                                | 亞軍                                | 季軍                                | 殿軍                                | 第五名                              | 第六名                              | 第七名                              | 第八名                              |
| --------- | ----------------------------------- | ----------------------------------- | ----------------------------------- | ----------------------------------- | ----------------------------------- | ----------------------------------- | ----------------------------------- | ----------------------------------- |
| 99學年度  | 陳子涵、王順薇 林余祐 （忠明高中）  | 周品萱、徐薇淩 陳怡璇 （南湖高中A） | 王琪、伍以晴 （永平工商）           | 李佳霈、黃郁寧 黃莛予 （醒吾高中）  | 吳乙玲、詹婷羽 （達德商工）         | 陳芷昀、曾翊寧 （潮州高中）         | 林鈺倫、牛玉琪 林庭伃 （高市中正）  | 洪紫庭、柯辰宜 （嘉義高工）         |
| 100學年度 | 蔡欣恩、陳慈惠 （永平工商B）        | 陳子涵、林余祐 朱家儀 （忠明高中）  | 陳怡璇、徐薇凌 杜宜瑾 （南湖高中A） | 李旻、邢宣和 （平鎮高中）           | 王琪、伍以晴 （永平工商A）          | 吳凱馨、鄧瑀庭 陳宇涵 （南湖高中B） | 李佳霈、鄂鈺涵 黃郁寧 （醒吾高中）  | 顏秀珊、江婉瑜 周子筠 （高市三民）  |
| 101學年度 | 蔡欣恩、伍以晴 王琪 （永平工商A）   | 邱絜琳、陳之敏 林書林 （和平高中）  | 黃筱涵、林余祐 章巧宜 （忠明高中）  | 張倚嘉、鄂鈺涵 黃郁寧 （醒吾高中A） | 李黛翎、黃靖 陳宇茹 （高市三民A）   | 丁子云、杜宜瑾 陳宇涵 （南湖高中A） | 毛怜絜、唐瑋安 （醒吾高中B）        | 林潔心、顔秀珊 江婉瑜 （高市三民B） |
| 102學年度 | 程思嘉、賴怡廷 李佳琳 （南湖高中A） | 陳慈惠、郡庭 廖珮妤 （東山高中）    | 陳宇茹、黃靖 周怡岑 （高市三民A）   | 吳芷昀、黃婉萍 江婉瑜 （高市三民B） | 章巧宜、黃筱涵 （忠明高中）         | 蔡欣恩、郭涵涓 周子筠 （永平工商）  | 毛怜潔、張倚嘉 唐瑋安 （醒吾高中A） | 李欣、梁祺芬 戴嘉汶 （仰德高中）    |
| 103學年度 | 程思嘉、陳宇茹 賴怡廷 （南湖高中A） | 陳慈惠、廖珮妤 郡庭 （東山高中）    | 侯羽桑、陳之敏 吳佳瑩 （和平高中）  | 吳芷昀、黃婉萍 周怡岑 （高市三民）  | 毛怜潔、張倚嘉 唐瑋安 （醒吾高中A） | 王薏涵、周咨佑 黃筠筑 （南湖高中B） | 黃筱涵、林怡潓 （忠明高中）         | 林潔心、梁祺芬 戴嘉汶 （仰德高中）  |
| 104學年度 | 吳芷昀、黃婉萍 周怡岑 （高市三民）  | 涂郡庭、曾凱暄 （東山高中）           | 陳伶潔、侯羽桑 吳佳瑩 （和平高中）  | 王薏涵、俞涵軒 黃筠 （南湖高中A）   | 鄭熙叡、楊斐茜 蔡禕佳 （南湖高中B） | 劉少允、許諾心 朱庭昀 （竹北高中）  | 林怡潓、吳亭宜 鄭湘樺 （忠明高中）  | 林潔心、戴嘉汶 （仰德高中）         |
| 105學年度 | 侯羽薔、侯羽桑 洪珮綺 （和平高中A） | 陳萱、周翊庭 （育民工家）           | 張子怡、陳品諼 陳伶潔 （和平高中B） | 王薏涵、周咨佑 黃筠 （南湖高中A）   | 俞涵軒、鄭熙叡 蔡禕佳 （南湖高中B） | 劉少允、許諾心 朱庭昀 （竹北高中）  | 劉若瑄、黃郁評 陳敏薰 （穀保家商）  | 吳亭宜、鄭湘樺 林怡潓 （忠明高中）  |
| 106學年度 | 黃郁評、楊斐茜 劉若瑄 （穀保家商A） | 鄭熙叡、蔡褘佳 俞涵軒 （南湖高中A） | 陳伶潔、侯羽薔 陳品諼 （和平高中A） | 洪芸萱、楊亞賓 陳敏薰 （穀保家商B） | 宋有娟、陳文芸 （南湖高中B）        | 劉可艾、盧昕妤 洪珮綺 （和平高中B） | 何妤柔、鄭湘樺 吳亭宜 （忠明高中）  | 莊欣蕓、石瑋岑 （東山高中）         |
| 107學年度 | 侯羽薔、張子怡 盧昕妤 （和平高中A） | 邱譓芠、安禾佑 （大溪高中）         | 黃郁評、楊亞賓 洪芸萱 （穀保家商）  | 宋有娟、陳文芸 劉芃姍 （南湖高中）  | 劉可艾、盧芸屏 劉庭妤 （和平高中B） | 賴思彤、施宇涵 曾楨 （竹北高中）    | 莊欣蕓、石瑋岑 （東山高中）         |                                     |
| 108學年度 | 盧昕妤、劉可艾 盧芸屏 （和平高中A） | 吳侑倪、許淮茜 （中信實驗A）        | 賴思彤、曾楨 古孟宸 （竹北高中）    | 洪文儀、楊雅安 （永仁高中）         | 沈芸安、田依婷 （和平高中B）        | 洪芸萱、吳以勤 林毓錡 （穀保家商）  | 石瑋岑、松佩菁 （東山高中）         | 李映彤、郭瑜恬 （中信實驗B）        |
| 109學年度 | 盧芸屏、陳俋儒 黃亭瑄 （和平高中）  | 楊雅安、吳逸柔 吳純葳 （永仁高中）  | 曾楨、林梓璇 古孟宸 （竹北高中）    | 劉庭妤、沈芸安 李佳璇 （和平高中）  | 吳侑庭、江曉春 胡雅芯 （忠明高中）  | 林毓錡、吳以勤 （穀保家商）         | 吳侑倪、郭瑜恬 （中信實驗）         |                                     |

### 國中女子團體組
| 年度      | 冠軍                                | 亞軍                                | 季軍                                | 殿軍                                 | 第五名                              | 第六名                              | 第七名                      | 第八名                             |
| --------- | ----------------------------------- | ----------------------------------- | ----------------------------------- | ------------------------------------ | ----------------------------------- | ----------------------------------- | --------------------------- | ---------------------------------- |
| 99學年度  | 蔡欣恩、陳慈惠 （楊梅國中）         | 丁子云、李嫣 （麗山國中）           | 李黛翎、黃靖 吳芷昀 （福山國中紅）  | 黃婉萍、周詩涵 吳曉玲 （福山國中白） | 魏紅綾、魏琰 （竹市三民）           | 黃意喬、黃意雯 （一甲國中）         | 張倚嘉、蔡雅竹 （嘉義民生） |                                    |
| 100學年度 | 李黛翎、黃靖 周怡岑 （福山國中紅）  | 程思嘉、張倚嘉 （崇林國中）         | 王薏涵、侯羽桑 （楊梅國中）         | 黃婉萍、吳芷昀 吳曉玲 （福山國中黃） |                                     |                                     |                             |                                    |
| 101學年度 | 洪若華、王薏涵 林婕恩 （楊梅國中）  | 吳芷昀、吳曉玲 黃婉萍 （福山國中A） | 顔鈺昕、周怡岑 溫茜婷 （七賢國中）  | 陳伶潔、盧品文 黃筠筑 （麗山國中）   | 金怡安、羅心瑜 蔡喬安 （至善國中）  | 葉芯霈、李湄淇 沈欣諭 （福山國中B） |                             |                                    |
| 102學年度 | 侯羽桑、侯羽薔 （誠正國中）         | 陳靜慈、林子涵 （香山國中）         | 劉少允、許諾心 （芎林國中）         | 黃筠筑、陳伶潔 盧品文 （麗山國中A）    | 蔡禕佳、黃郁評 蕭育汶 （麗山國中B） | 沈欣諭、戴恬婕 葉芯霈 （福山國中）  |                             |                                    |
| 103學年度 | 陳靜慈、林子涵 （香山國中）         | 洪若華、林婕恩 楊棋文 （楊梅國中）  | 盧品文、蕭育汶 劉可艾 （麗山國中B） | 陳伶潔、黃郁評 盧昕妤 （麗山國中A）  | 劉少允、許諾心 （芎林國中）         | 林家榆、陳奕融 （矽谷國中）         | 鄭熙叡、盧玟諭 （正德國中） | 陳敏薰、陳葶伃 洪珮綺 （林口國中） |
| 104學年度 | 黃郁評、蕭育汶 盧昕妤 （麗山國中A） | 張子怡、劉庭妤 盧芸屏 （長安國中）  | 宋有娟、劉可艾 池敏祺 （麗山國中B） | 吳以勤、林毓錡 陳敏薰 （林口國中）   |                                     |                                     |                             |                                    |
| 105學年度 | 盧昕妤、劉可艾 池敏祺 （麗山國中）  | 劉庭妤、盧芸屏 詹芷綺 （長安國中）  | 鄭昕然、許淮茜 （安平國中）         | 沈文琪、張昕樵 洪文儀 （七賢國中）   | 郭瑜恬、楊雅安 （永仁國中）         |                                     |                             |                                    |
| 106學年度 | 鄭昕然、許淮茜 （安平國中）         | 郭瑜恬、楊雅安 吳逸柔 （永仁國中）  | 盧芸屏、詹芷綺 （長安國中）         | 田依婷、吳梃瑄 （麗山國中）          | 吳侑庭、吳侑倪 （惠文國中）         | 黃意真、洪文儀 （七賢國中）         |                             |                                    |
| 107學年度 | 黃亭瑄、林欣黛 蔡宜儒 （會稽國中）  | 許淮茜、黃品菲 （安平國中）         | 吳侑庭、吳侑倪 （惠文國中）         | 吳梃瑄、汪天茵 （麗山國中）          |                                     |                                     |                             |                                    |
| 108學年度 | 王采琦、柳妍 （崇林國中）           | 李佳璇、陳芸禾 石啟琳 （北市新興）  | 張鳳庭、陳詩萱 （高市中正）         |                                      |                                     |                                     |                             |                                    |
| 109學年度 | 王采琦、柳妍 （崇林國中）           | 汪天茵、洪阡瑋 駱守蕾 （麗山國中）  | 陳宥竹、謝沄蓁 （福山國中）         | 曾芷盈、王友函 （北市仁愛）          | 詹斯羽、詹可米 （鳳鳴國中）         | 陳詩萱、華羽沁 （高市中正）         | 洪子耘、葉子寧 （彰興國中） | 陳芸禾、石啟琳 （北市新興）        |

## 外部連結
- 中華民國高爾夫球協會 （页面存档备份，存于）